# Katarzyna Rymarczyk
Katarzyna Rymarczyk (ur. w Ogrodzisku) – polska śpiewaczka operowa (sopran), primadonna bydgoskiej Opery w latach 80. XX w., profesor tytularny Akademii Muzycznej w Bydgoszczy.

## Życiorys
Urodziła się w Ogrodzisku w powiecie zduńskowolskim. Uczyła się w śpiewu w Średniej Szkole Muzycznej, a potem w Łódzkiej Akademii Muzycznej pod kierunkiem Olgi Olginy. 1 kwietnia 1966 r. została przyjęta do zespołu chóru Opery Łódzkiej, w którym śpiewała do 1970 r. W latach 1970–1974 była solistką Teatru Muzycznego w Łodzi, gdzie zdobywała doświadczenie sceniczne w operetce.
Po uzyskaniu dyplomu uczelni muzycznej w 1974 r. została zaangażowana do Opery bydgoskiej. Jej pierwsze kroki na tej scenie, to rola Hanny w operetce „Wesoła wdówka” F. Lehára, a debiut sceniczny w operze to partia Leili w „Poławiaczach pereł” G. Bizeta (15 października 1974). Kolejnymi sukcesami były role: Marzenki w „Sprzedanej narzeczonej” B. Smetany, Senty w „Holendrze tułaczu” R. Wagnera (1977) i Musetty w „Cyganerii” G. Pucciniego. Wystąpiła także w roli Jarosławny w „Kniaziu Igorze” A. Borodina (1975), Marty w „Nizinach” E. d'Alberta. Kiedy dyrektor bydgoskiej opery Stanisław Renz zaczął obsadzać artystkę w musicalach, rozluźniła kontakty z Bydgoszczą, angażując się ponownie w latach 1980–1981 do Teatru Wielkiego w Łodzi, gdzie śpiewała m.in. Micaelę w „Carmen” G. Bizeta i Agatę w „Wolnym strzelcu” C.M. von Webera. Następnie podpisała dwuletni kontrakt z operą w Magdeburgu, gdzie śpiewała m.in. Mimi w „Cyganerii” G. Pucciniego oraz Santuzzę w „Rycerskości wieśniaczej” P. Mascagniego.
W 1981 r., powróciwszy do kraju, została zaangażowana ponownie do bydgoskiej Opery jako solistka. Pracowała tutaj nieprzerwanie do 1991 r. Jednocześnie z pracą w operze otrzymała wraz z mężem propozycję od ówczesnego rektora Akademii Muzycznej w Bydgoszczy prof. Romana Sucheckiego podjęcia pracy pedagogicznej na Wydziale Wokalno-Aktorskim tej uczelni oraz otrzymania mieszkania. Skorzystała z tej oferty, zamieszkała w Bydgoszczy, udzielając się na różnych płaszczyznach pedagogicznej działalności, artystycznej i społecznej.
Bogata kariera śpiewaczki, primadonny bydgoskiej opery w latach 80., wykreowana została autentycznymi sukcesami artystycznymi w czołowych rolach operowych, takich jak: Tosca, Aida, Desdemona, a także Amelia z „Balu maskowego”, Halka, Madame Butterfly. Poza walorami wyjątkowej urody głosu, cechowała ją w interpretacji każdej roli prawda psychologiczna postaci. Przez wiele lat była ulubienicą melomanów bydgoskich i recenzentów, nagradzana w plebiscytach publiczności („Złota Maska”, 1991), w radiowym plebiscycie Radia Pik (1983) i miesięcznika „Fakty”, a także czytelników „Bydgoskiego Informatora Kulturalnego”. Występowała w ogólnopolskich audycjach telewizyjnych „Wokół wielkiej sceny”, nagrała kilka płyt CD, m.in. z pieśniami polskich kompozytorów, ariami Stanisława Moniuszki oraz dla firmy włoskiej „Ave Maria” w muzyce i „Requiem” D. Cimarosy.
Poza koncertami i spektaklami w kraju, występowała z Operą Bałtycką i Łódzką w Niemczech i Danii. W 1989 r. odniosła sukces z bydgoskim teatrem operowym w roli Desdemony we Włoszech. Koncertowała również na estradach filharmonii w repertuarze pieśniarskim i kantatowo-oratoryjnym, goszcząc m.in. we Francji, na Węgrzech, Litwie, Austrii, ZSRR oraz w kraju.
Katarzyna Rymarczyk prowadziła także działalność pedagogiczną. Została profesorem tytularnym w bydgoskiej Akademii Muzycznej. W latach 1987–1993 była dziekanem Wydziału Wokalno-Aktorskiego. Jej studentki i absolwentki odnosiły sukcesy na scenach krajowych i zagranicznych, będąc laureatkami konkursów wokalnych (m.in. Agnieszka Adamczak-Hutek). Prowadziła także zajęcia wokalne na kursach dla stażystów w Paryżu oraz bywała jurorem na konkursach wokalnych w Polsce. Wykładała także w klasie śpiewu w Akademiach Muzycznych Łodzi i Poznania.
Przez wiele lat była wiceprezesem, a potem prezesem Towarzystwa Muzycznego w Bydgoszczy im. I.J. Paderewskiego (do 2001). Zainicjowała m.in. Konkurs Wokalny im. I.J. Paderewskiego (1999).

### Życie prywatne
Wyszła za mąż za Mieczysława Rymarczyka (1928–1993) – chórmistrza, dyrygenta, od 1991 r. profesora Akademii Muzycznej w Bydgoszczy.